# Basílica Menor de Santo Antônio do Embaré
A Basílica Menor de Santo Antônio do Embaré ou Basílica de Santo Antônio do Embaré, inaugurada em 1945, localiza-se na cidade de Santos, estado de São Paulo e foi projetada e construída no estilo da arquitetura neogótica.

## História
A basílica tem origem na pequena capela construída em meados de 1874 por Antônio Ferreira da Silva, então barão de Embaré. Após sua morte, a capela ficou abandonada por vinte anos, quando então foi reconstruída e inaugurada em 1911. Em 1915, seria ampliada, transformando-se em igreja. Foi entregue em 1922 aos frades franciscanos capuchinhos, que iniciaram a nova edificação em 1930, quando foi lançada a pedra fundamental que daria origem à atual basílica, sendo finalmente inaugurada em 1945 e elevada à categoria de basílica pelo Papa Pio XII em 1952.

## Arquitetura
O projeto da Basílica é de Maximilian Emil Hehl, mesmo arquiteto que projetou a Catedral da Sé de São Paulo.
Como a capela original estava abandonada, em 1911 o padre Gastão de Moraes iniciou uma reforma que se estendeu até o final da construção da nova igreja, que começou em 1930 e terminou em 1945.
Apresenta arcos ogivais, vitrais e rosáceas, seguindo o vocabulário da arquitetura gótica medieval. As duas torres da fachada terminam com pináculos. No tímpano sobre a entrada principal, uma composição clássica mostra Santo Antônio recebendo o Menino Jesus das mãos da Virgem. Curiosamente, a imagem de São Pedro – que deveria estar à direita de quem sai, por ser ele o apóstolo à direita de Cristo – localiza-se à esquerda, enquanto São Paulo fica à direita. 
Na parte interna, os 18 metros de pé direito são cobertos por murais à têmpera de Pedro Gentili, que preenchem todos os espaços do templo. Eles foram executados em 1946 e restaurados em 2001. Os 44 pilares em granilito rosa dividem-se em cada lado da nave e do altar, emoldurando as quatro capelas menores, bem como as capelas-balcões e as capelas de confissão. Estas contam com pinturas alusivas à remissão dos pecados, como o perdão ao filho pródigo e à Maria Madalena. 
O trabalho de entalhe em portas, paraventos, confessionários, púlpitos e altares é realçado pelo contraste entre a cor clara do marfim e a cor escura do cedro e da nogueira. Não se trata de peças únicas, já que foram compradas por catálogos do ateliê de Henrique Hudger, no Sul do País. Embora a decoração não seja gótica, os relevos de leões, dragões e outros animais híbridos, próprios do gótico arcaico usado na Alemanha, são creditados à ascendência do artesão. Conta-se que o altar-mor saiu maior que a encomenda e precisou ser cortado, para caber no abside. Ladeado por dois anjos esculpidos em madeira, o magnífico órgão conta com cerca de 3.800 tubos.  
Na parte de cima da basílica no alto do teto estão desenhados quatro arcanjos, cada um tendo escrito em sua auréola uma palavra. Os dois arcanjos do lado direito têm as palavras "pobreza" e "pureza" enquanto aos arcanjos do lado esquerdo estão escritas as palavras "obediência" e "oração". Na parte frontal do teto estão escritos os sete sacramentos: batismo, eucaristia e penitência à esquerda; ordem,  unção dos enfermos, matrimônio e crisma do lado direito.